# Semenovia dasycarpa
Semenovia dasycarpa là một loài thực vật có hoa trong họ Hoa tán. Loài này được (Regel & Schmalh.) Korovin miêu tả khoa học đầu tiên năm 1981.